# Kallmünz

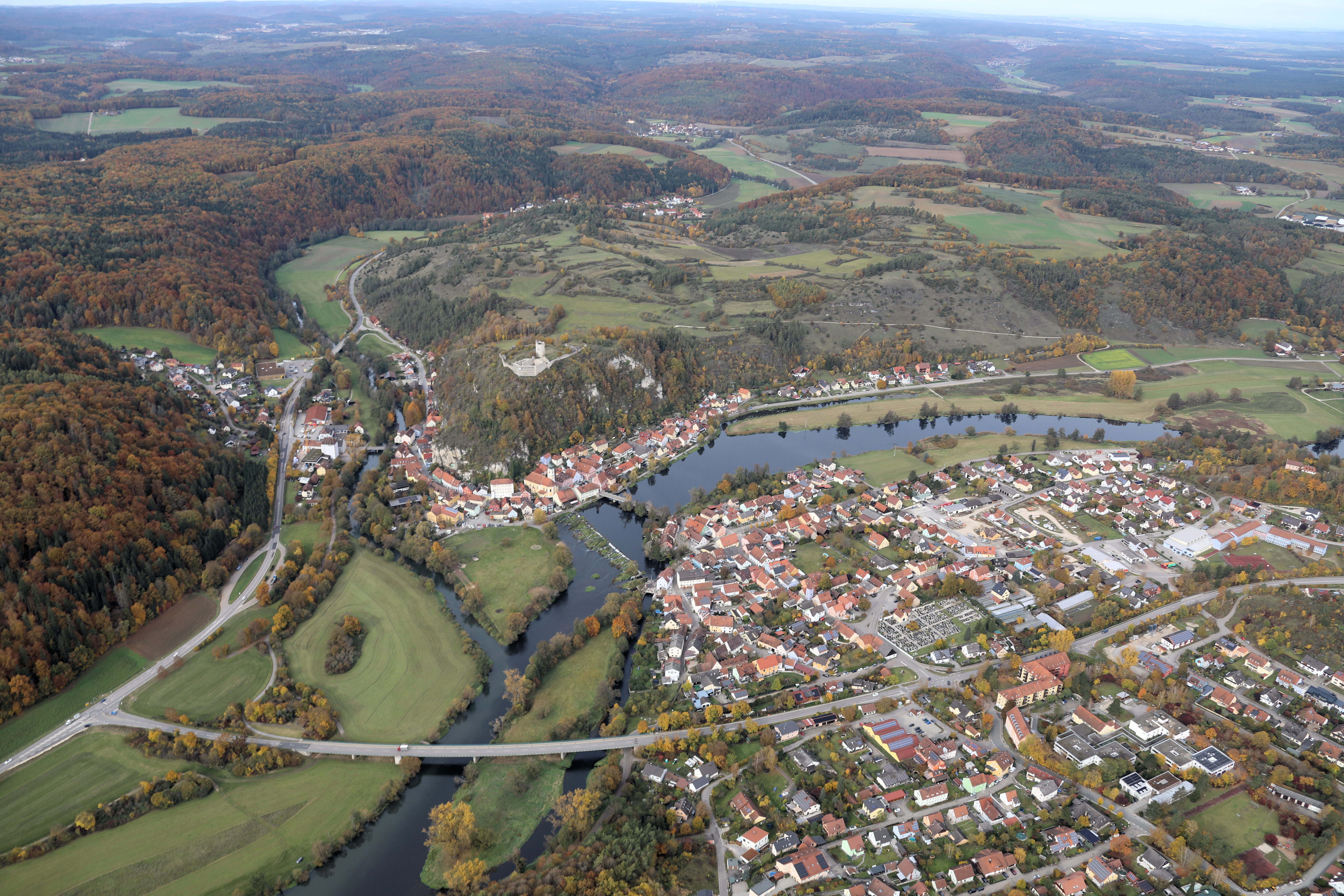
Markt Kallmünz (2023)

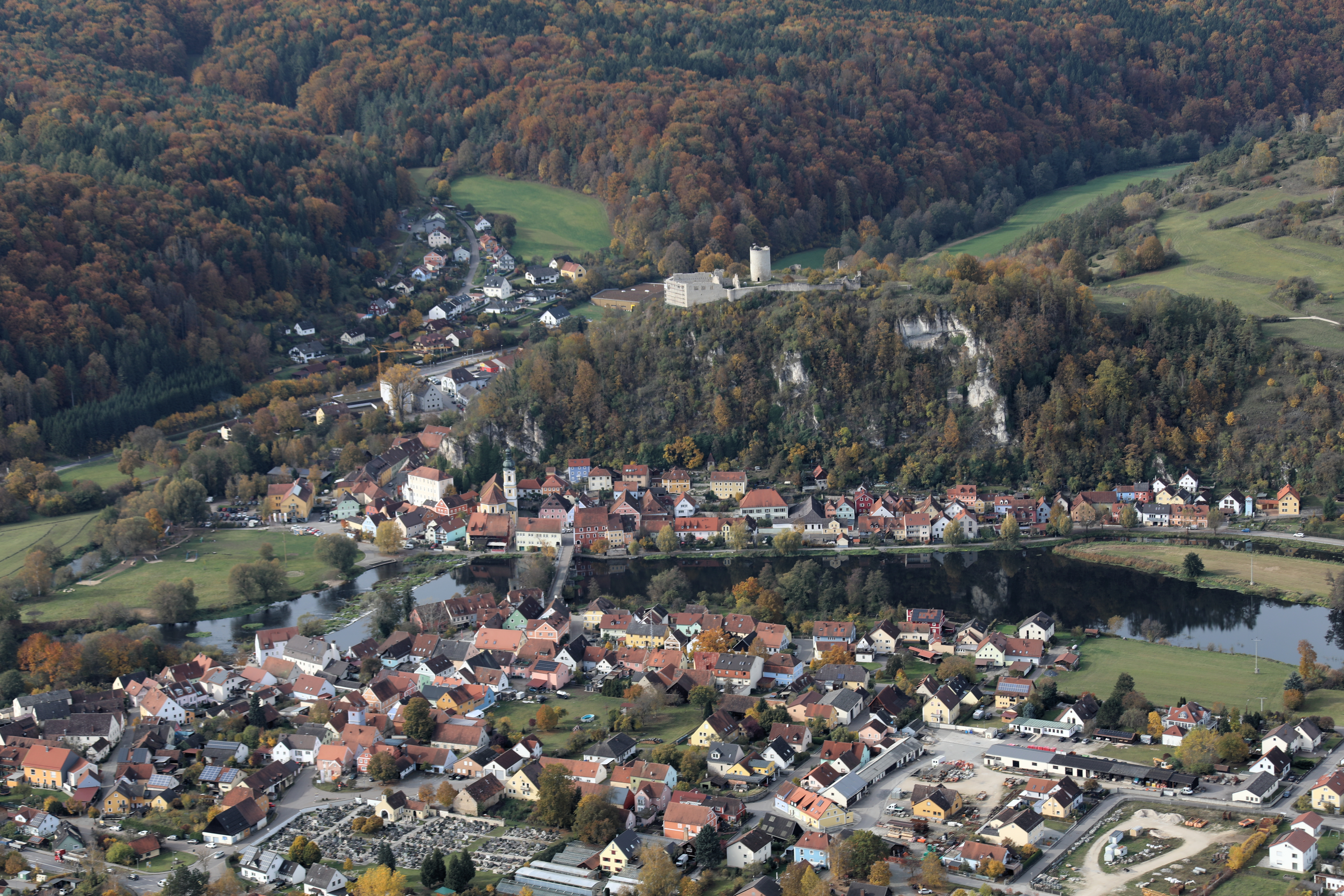
Markt Kallmünz (2023)

Kallmünz ist ein Markt im Oberpfälzer Landkreis Regensburg in Bayern und der Sitz der Verwaltungsgemeinschaft Kallmünz.
Auf einem Felsvorsprung des „Schlossbergs“ befinden sich die Ruinen der alten Burg Kallmünz. Die Burg stellt eine markante Landmarke im Naabtal dar.

## Geografie

### Geografische Lage
Der Markt liegt am Zusammenfluss von Naab und Vils etwa 25 Kilometer nördlich und naabtalaufwärts von Regensburg an einer alten Handelsroute nach Osten. Durch seine Lage wird der Markt auch „Perle des Naabtals“ bezeichnet. 12 Kilometer östlich beginnen die Berge des Bayerischen Waldes.

### Nachbargemeinden
Die Nachbargemeinden (im Uhrzeigersinn) sind: Burglengenfeld, Holzheim am Forst, Duggendorf, Beratzhausen und Hohenfels.
| Hohenfels 10 km    |                                             | Burglengenfeld 8 km    |
|                    | Kompassrose, die auf Nachbargemeinden zeigt |                        |
| Beratzhausen 13 km | Duggendorf 6 km                             | Holzheim am Forst 3 km |

### Gemeindegliederung
Es gibt 31 Gemeindeteile (in Klammern ist der Siedlungstyp angegeben):
- Berghof (Einöde)
- Carolinenhütte (Weiler)
- Dallackenried (Dorf)
- Dinau (Kirchdorf)
- Eich (Kirchdorf)
- Eichkreit (Einöde)
- Eiselberg (Einöde)
- Fischbach (Dorf)
- Fischerberg (Einöde)
- Giglitzhof (Einöde)
- Glasschleife (obere) (Einöde)
- Grabenhof (Einöde)
- Grain (Weiler)
- Grain am Berg (Einöde)
- Kallmünz (Hauptort)
- Krachenhausen (Dorf)
- Loh (Einöde)
- Mollerhof (Einöde)
- Mühlschlag (Weiler)
- Murrenberg (Einöde)
- Nassenau (Einöde)
- Niederhof (Weiler)
- Oberwahrberg (Weiler)
- Rohrbach (Kirchdorf)
- Schirndorf (Dorf)
- Schreiberthal (Einöde)
- Sommerhau (Einöde)
- Stöcklhof (Einöde)
- Traidendorf (Dorf)
- Wiedenhof (Einöde)
- Zaar (Einöde)

## Geschichte

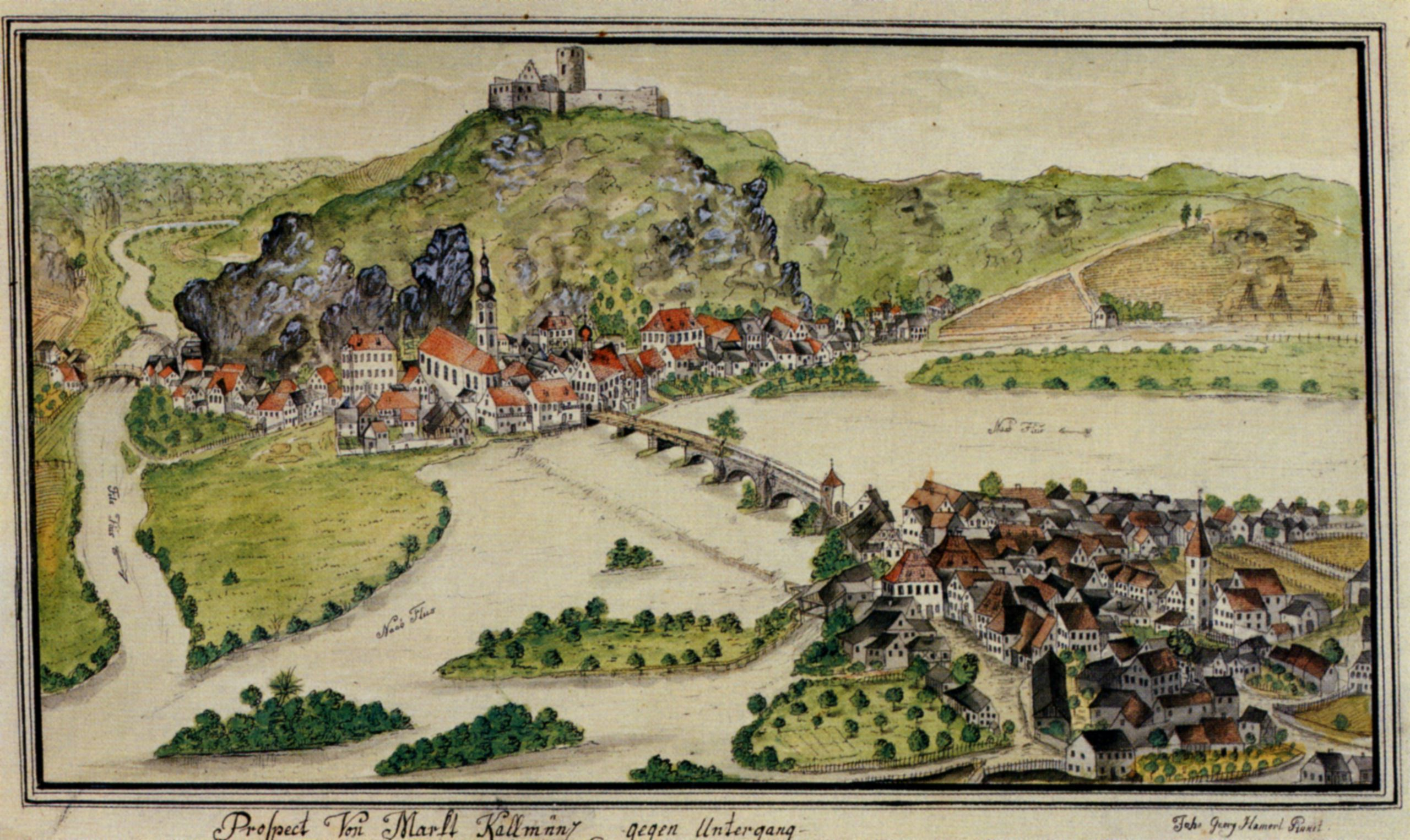
Kallmünz um 1800

Eine aus der Bronzezeit (ca. 2000–1900 v. Chr.) stammende, ausgedehnte vorgeschichtliche Anlage (ca. 50 ha) belegt mit Siedlungszeugnissen aller Perioden die Attraktivität dieses Felssporns zwischen Naab- und Vilstal. Der Ortsname Kallmünz wird auf keltisch *Kalamantia zurückgeführt und damit auf dasselbe Etymon wie auch der Name Kellmünz.
Vor der Burgruine ragt ein weiterer Wall (ca. 900) auf, der im Volksmund „Ungarnwall“ genannt wird und damit vermutlich der Bevölkerung der Umgebung bei den Ungarneinfällen im 10. Jahrhundert als Rückzugspunkt diente.
Erstmals schriftlich erwähnt wurde Kallmünz in einer Urkunde des Bischofs Wolfgang im Jahre 983, in der es als Kalmutz bezeichnet wurde. 1271 ist ein bayerischer Ministerialer namens Hugo von Kallmünz urkundlich feststellbar. Im Hausvertrag von Pavia 1329 wird die mittelalterliche Burg aber erstmals als Besitz der Wittelsbacher genannt. Erbauer und Bauzeit bleiben im Dunkeln, anhand der auffindbaren Baustile kann sie in die Zeit des Übergangs von der Spätromanik zur Frühgotik (ca. 1230–1250) datiert werden.
Diese Burg wurde von Ludwig dem Bayern 1344 zunächst an Regensburg, später an Thüringen, sodann an Hessen verpfändet. Wenige Jahre danach gelangten wechselnde Zweige der Familie der Wittelsbacher (Pfalz, Oberbayern, Pfalz-Neuburg) wieder in den Besitz der Burg. Während des Landshuter Erbfolgekriegs setzten pfälzische Truppen die Burg 1504 in Brand.
Herzog Wolfgang Wilhelm (1578–1653) machte Kallmünz zur pfalz-neuburgischen Hauptmünzstätte.
Nach ihrem Wiederaufbau wurde die Burg im Dreißigjährigen Krieg zunächst von den kaiserlichen Truppen geplündert. Schwedische Truppen setzten sie 1641 in Brand und zerstörten sie endgültig.
Seit über 100 Jahren befindet sich im Schlossberg die einzige heute noch eingerichtete  Höhlenwohnung Deutschlands, das „Haus ohne Dach“.

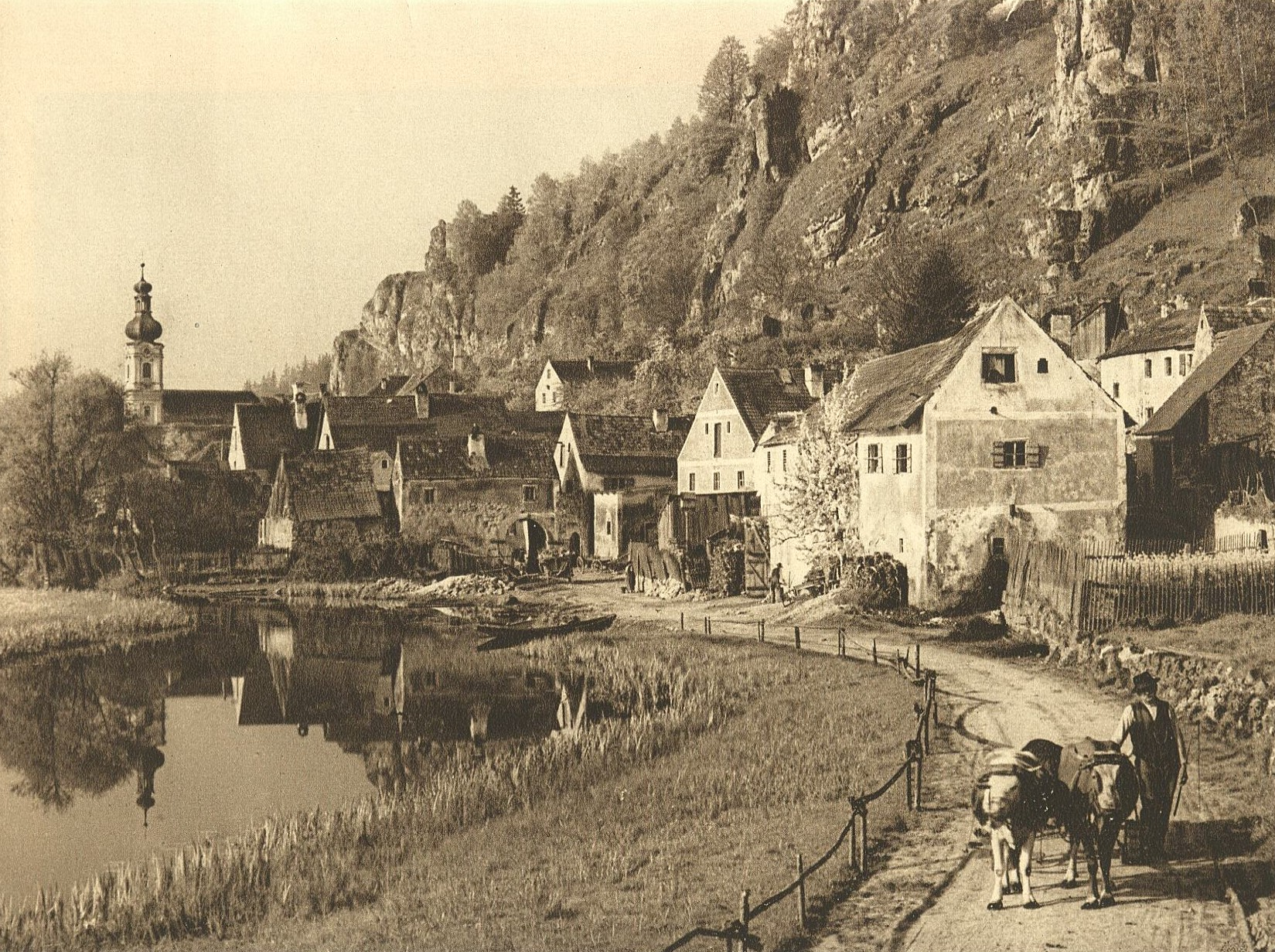
Kallmünz 1924, Aufnahme von Kurt Hielscher

Über die Naab führt die spätmittelalterliche Steinerne Brücke (1549 bis 1558 erbaut), die im 18. Jahrhundert durch einen Eisgang beschädigt und 1945 durch die Wehrmacht gesprengt wurde. Das malerische, mittelalterliche Ortsbild wird durch alte Häuser geprägt, die unter einem Felsvorsprung an den Burgfels gebaut sind. Aufgrund seiner Lage zwischen zwei Flüssen und dem steil aufragenden Burgberg wird der Ortskern regelmäßig von Überflutungen heimgesucht. Die Maler Wassily Kandinsky und Gabriele Münter wurden hier während der Sommerfrische 1903 zu einem Paar. Der Ort ist seit Beginn des 20. Jahrhunderts ein Anziehungspunkt für eine kleine Künstlerkolonie.

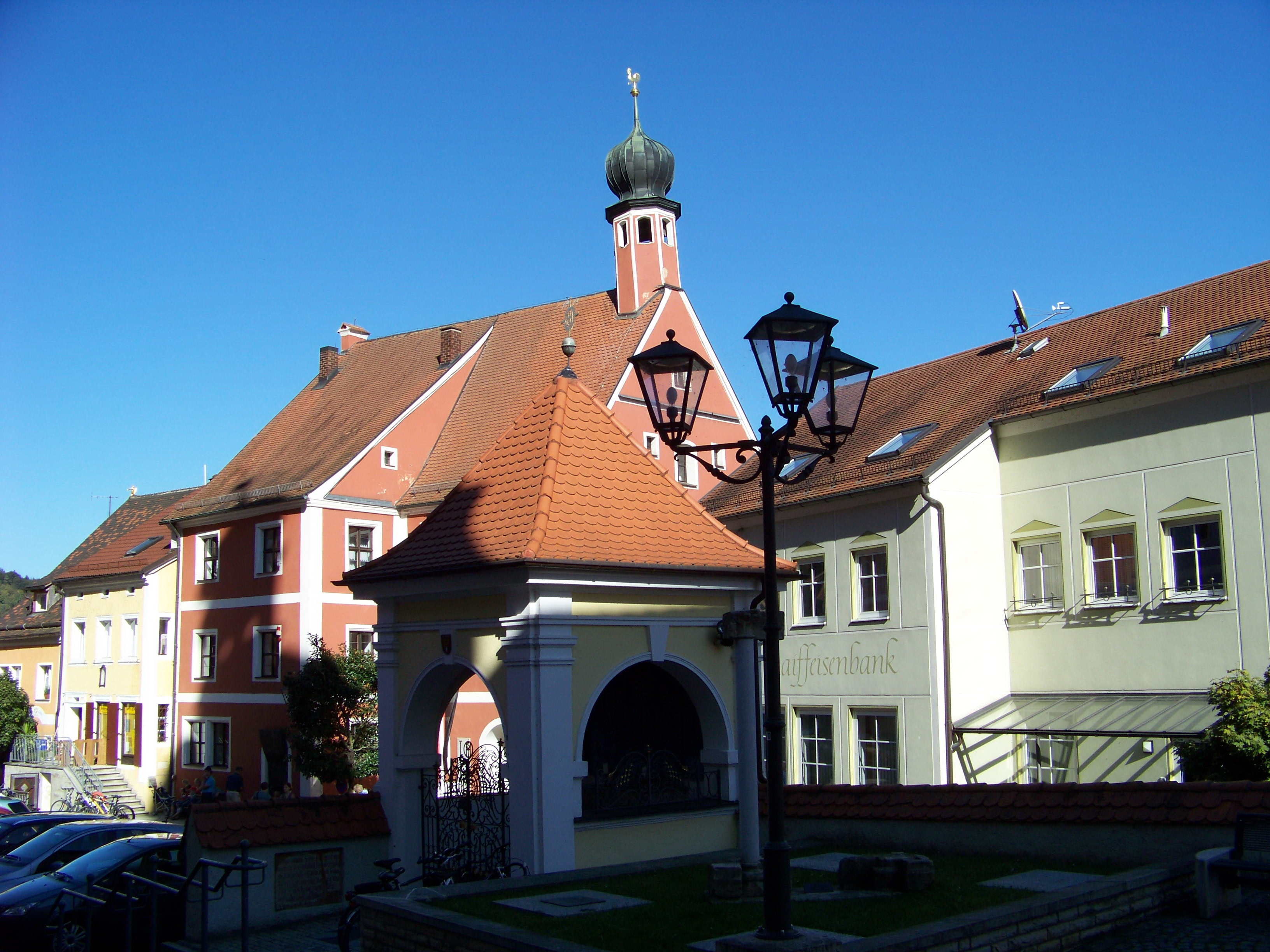
Kriegerdenkmal für 1914/18 am Marktplatz von Albert Reich (1922/1923)

### Eingemeindungen
Im Zuge der Gebietsreform in Bayern wurden am 1. Juli 1972 wurden die Gemeinde Krachenhausen und Teile der bisherigen Gemeinde See eingegliedert. Am 1. Mai 1978 folgten Dinau, Rohrbach und Traidendorf sowie Teile der Gemeinde Fischbach an der Naab (Landkreis Schwandorf), die am 5. September 1972 umbenannt wurde (vorher Fischbach).

### Einwohnerentwicklung
Zwischen 1988 und 2018 wuchs der Markt von 2726 auf 2774 um 48 Einwohner beziehungsweise um 1,8 Prozent.

## Politik

### Gemeinderat

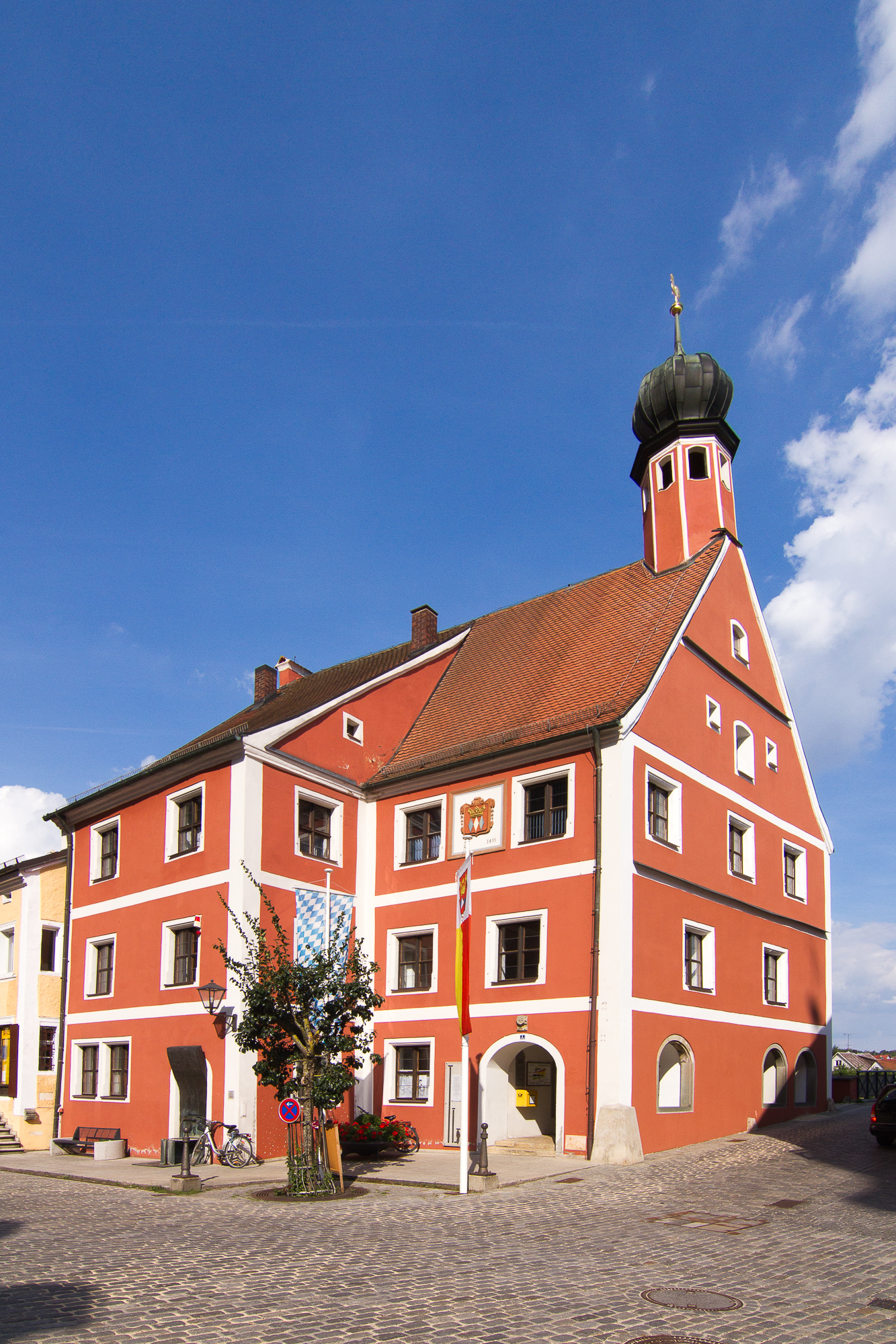
Altes Rathaus Kallmünz

Der Kallmünzer Marktgemeinderat besteht aus 14 Mitgliedern. Im Marktgemeinderat gibt es nach der Kommunalwahl 2020 folgende Sitzverteilung:
| Partei                         | Sitze |
| ------------------------------ | ----- |
| FW                             | 4     |
| CSU                            | 3     |
| SPD                            | 3     |
| Grüne                          | 2     |
| Christliche Wählergemeinschaft | 1     |
| Freie Liste Kallmünzer Umland  | 1     |

Von den 2328 stimmberechtigten Einwohnern im Markt Kallmünz, haben 1636 von ihrem Wahlrecht Gebrauch gemacht, womit die Wahlbeteiligung bei 70,27 Prozent lag.

### Bürgermeister
Bei der Bürgermeisterwahl am 8. Oktober 2023 wurde Martin Schmid (FW) zum neuen Bürgermeister gewählt. Er löst damit seinen Vorgänger Ulrich Brey (CSU) nach zwei Amtsperioden ab.

### Wappen
| Wappen Markt Kallmünz | Blasonierung: „In Rot unter einer goldenen Krone nebeneinander drei stehende Rauten, die mittlere silbern, die seitlichen blau.“ |
| Wappen Markt Kallmünz | Die Originalbeschreibung in der Urkunde zur Verleihung des Wappens 1455 durch Herzog Albrecht III. lautet: „In einem Brief gemaltes Wappen mit einem roten Schilt und darin drey Weckhen vom Bayerland, nemlich zwei blaue und in der Mitte einen weißen, welche rund auf denselben dreyen Weckhen eine gelbe Krone haben. […] Am Sonntag nach Georgentag 1455.“ |

### Städtepartnerschaften
Seit 1983 besteht eine Partnerschaft zwischen Kallmünz und Saint-Genès-Champanelle (Département Puy-de-Dôme, Region Auvergne-Rhône-Alpes) in Frankreich. Seit 2002 bestehen darüber hinaus mit der weiteren Partnergemeinde von St. Genès-Champanelle, nämlich Monterosso al Mare (Ligurien, Provinz La Spezia) in Italien, sehr enge Beziehungen. Die Partnerschaft wird vom Verein zur Förderung der Gemeindepartnerschaften Kallmünz e. V. betreut.

## Kultur und Sehenswürdigkeiten

### Kirchen

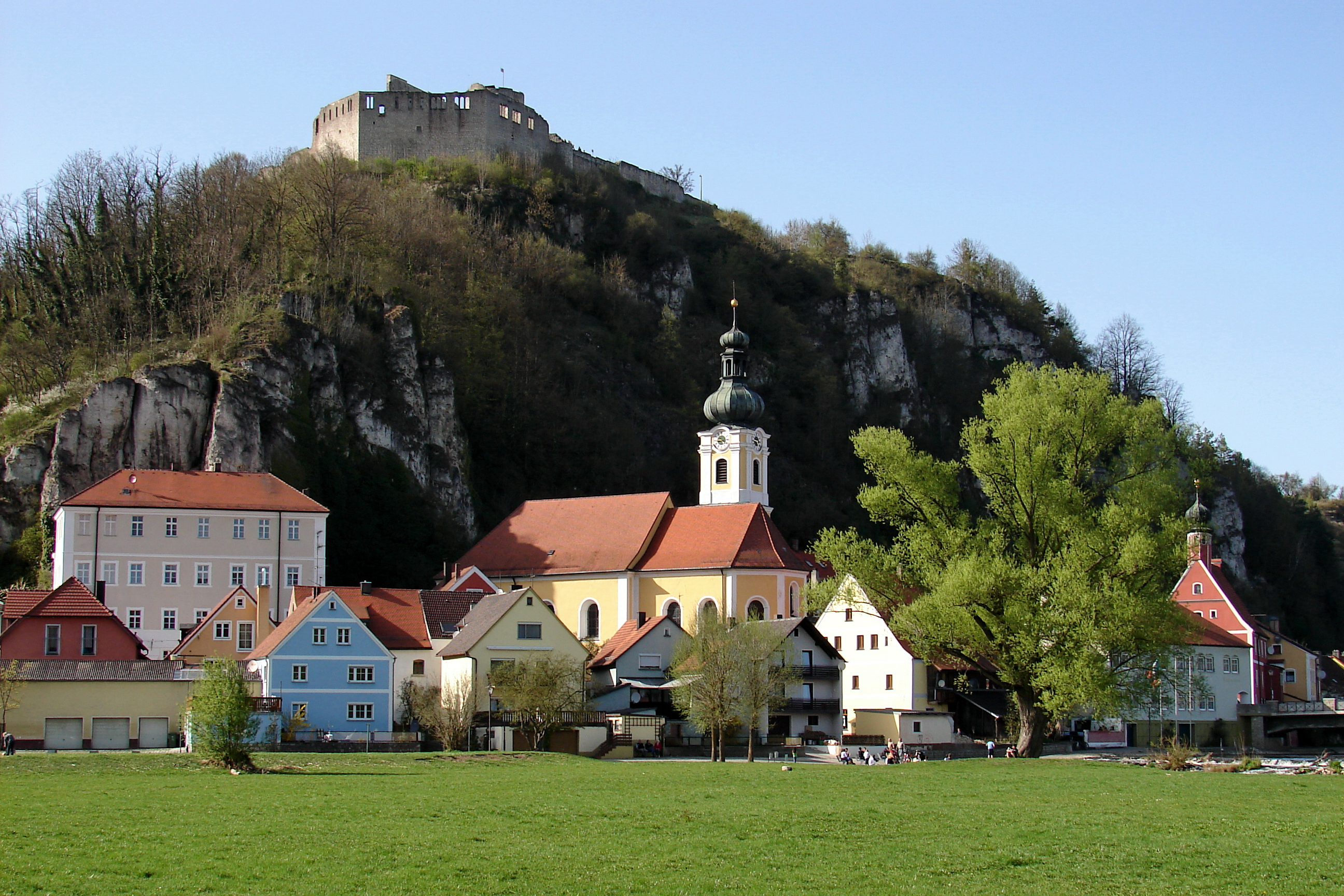
Ortsansicht mit Pfarrkirche St. Michael und Burgruine

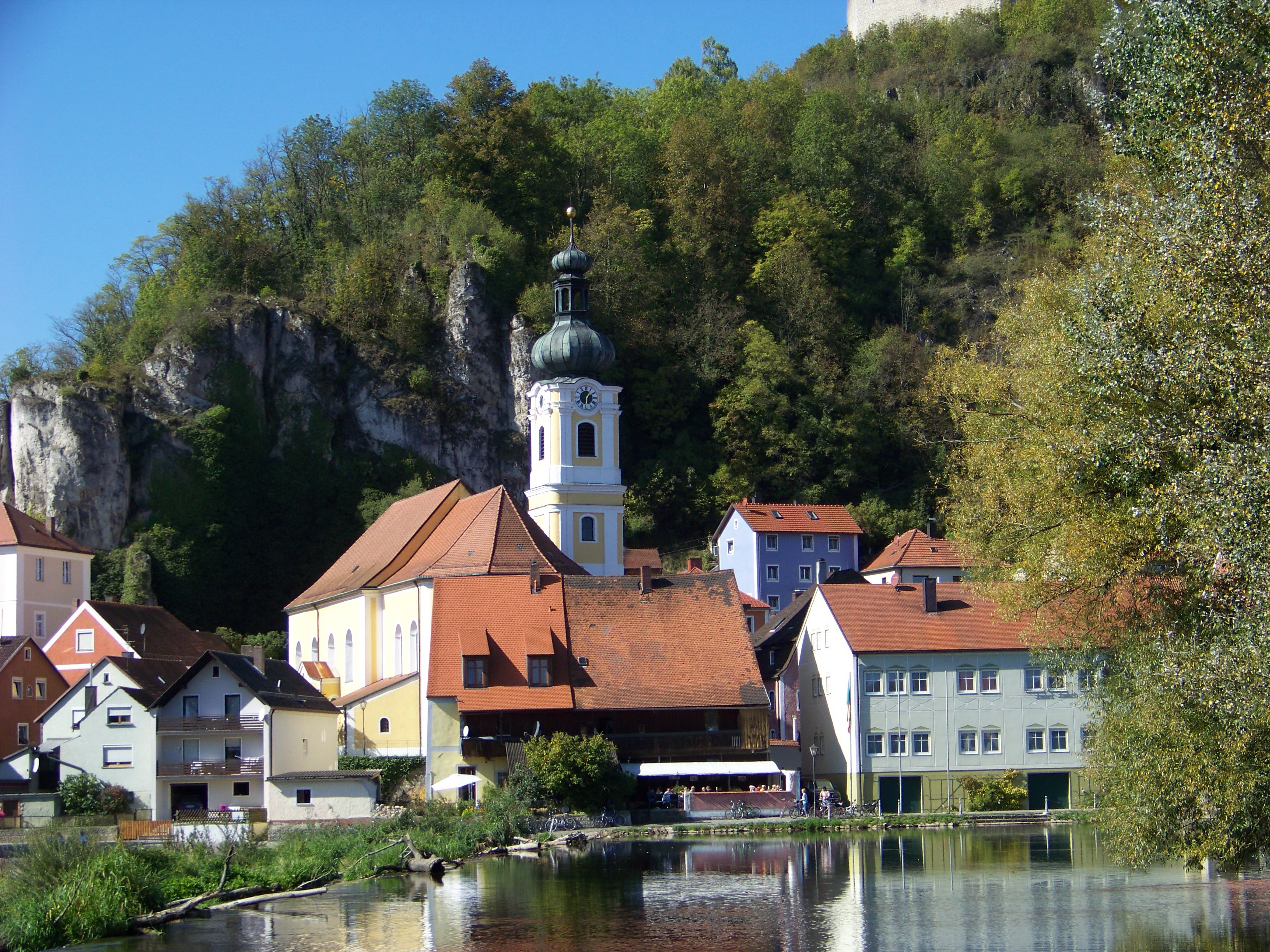
Pfarrkirche St. Michael

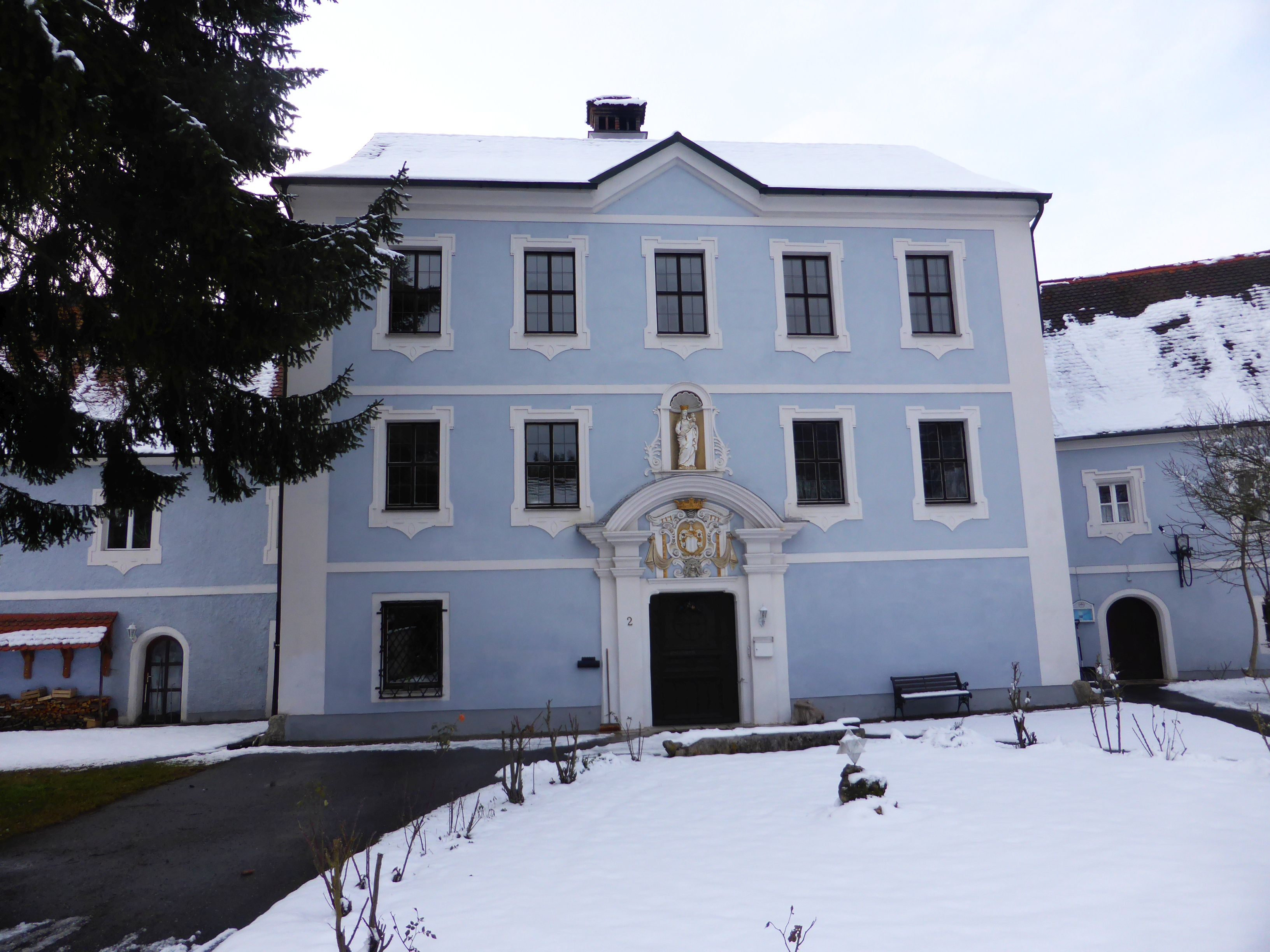
Schloss Traidendorf

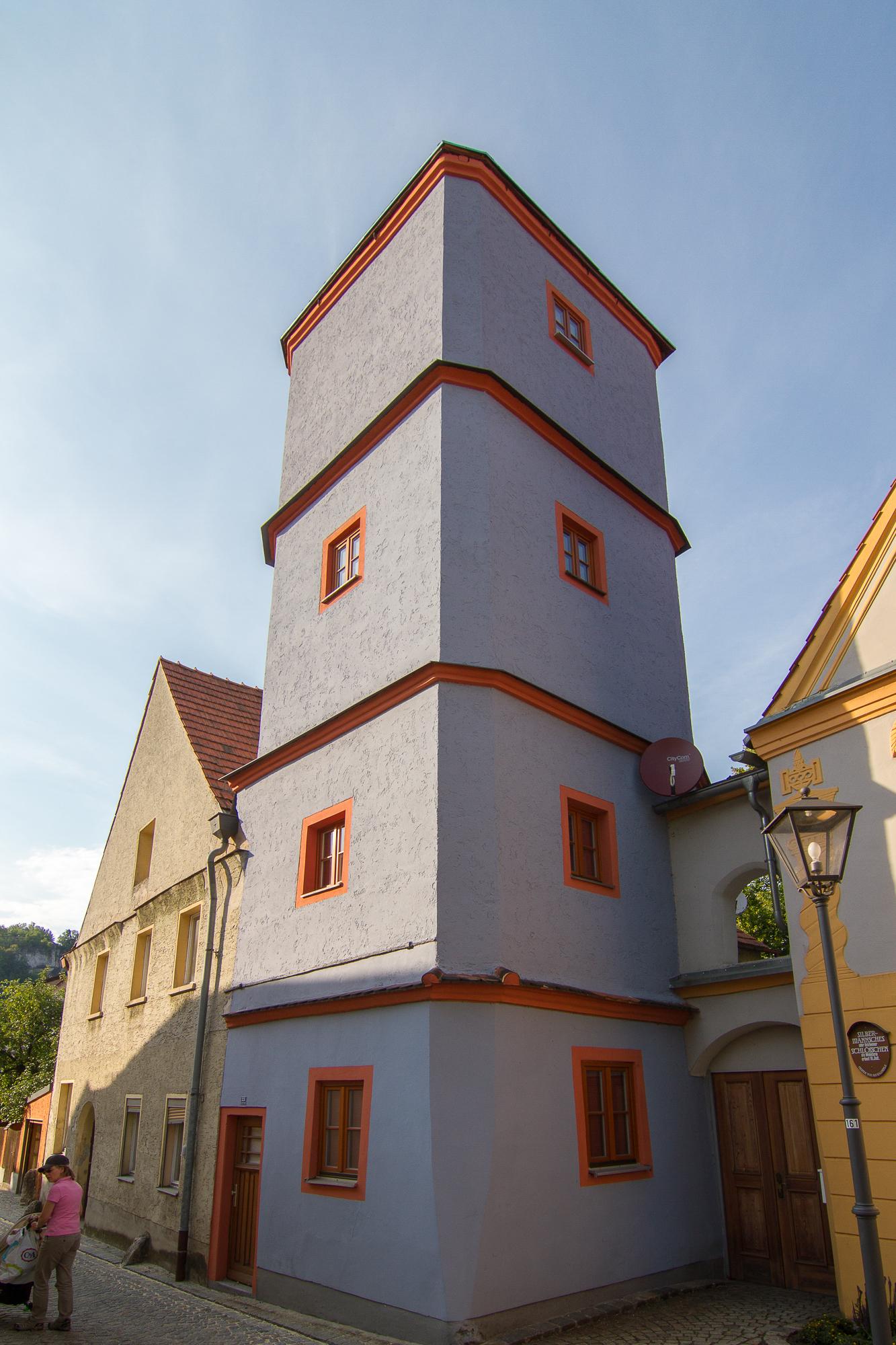
Silbermannsches Schlösschen

- Katholische Pfarrkirche St. Michael:

Saalbau mit eingezogenem Chor, Walmdach und Flankenturm mit Zwiebelhaube, 1751–58 unter Einbeziehung frühgotischer Mauerteile, um 1250; mit Ausstattung. Das Seitenaltarbild Hl. Sebastian, linke Seitenkapelle sind von dem Kunstmaler Josef Wittmann, Maler des Neubarocks aus 1929 und nach dem Kunsthistoriker Hans Christian Ries ein bedeutendes Werk mit musealer Bedeutung.
- Katholische Nebenkirche St. Sebastian, sogenannte Pestkirche:

Saalbau mit eingezogenem Chor, abgewalmtem Satteldach, Glockendachreiter und Pilastergliederung, 1713; mit Ausstattung; ehemalige Einsiedelei, eingeschossiger Walmdachbau, um 1730.
- Katholische Nebenkirche St. Stephan in Dinau:

Traufständiger Saalbau mit eingezogener Apsis, mit Dachreiter mit Zwiebelhaube, romanisch, Dachreiter barock; mit Ausstattung.
- Katholische Nebenkirche St. Jakobus d. Ä. in Eich:

Saalkirche mit eingezogenem Chor und Dachreiter mit Zwiebelhaube, Mitte 12. Jahrhundert, Umgestaltung nach 1700; mit Ausstattung; Friedhofsmauer, geschlossener Bering mit segmentbogigem Tor, wohl mittelalterlich.
- Katholische Filialkirche Hl. Dreifaltigkeit in Rohrbach:

Chorturmkirche mit Spitzhelm, mittelalterlich, um 1680 umgestaltet; mit Ausstattung;
zwei Grabsteine, Rotmarmor, 1570 und 1592, am Leichenhaus.
- Katholische Nebenkirche St. Leonhard in Traidendorf:

Traufständiger und gestelzter Satteldachbau mit Dachreiter, Zwiebelhaube und Putzgliederungen, um 1684/85; mit Ausstattung.

### Schlösser
- Schloss Traidendorf:

Dreigeschossiger und traufständiger Satteldachbau mit Putzgliederungen, Hausteinportal und Seitenflügeln mit Satteldach und Putzgliederungen, 1684.
- Silbermannsches Schlösschen:

Viergeschossiger Wohnturm mit Gesimsteilung, bezeichnet 1582.
- Raitenbucher Schloss:

Viergeschossiger Bau, 2. Hälfte des 17. Jahrhunderts; im 19. Jahrhundert als Schulhaus um eine Etage aufgestockt
- Schloss Rohrbach (Kallmünz):

Ehemaliges Hammerschloss. Spätgotisches dreigeschossiges und traufständiges Giebelhaus mit seitlich versetztem Erkerhaus von 1586.

### Künstlerkolonie in Kallmünz

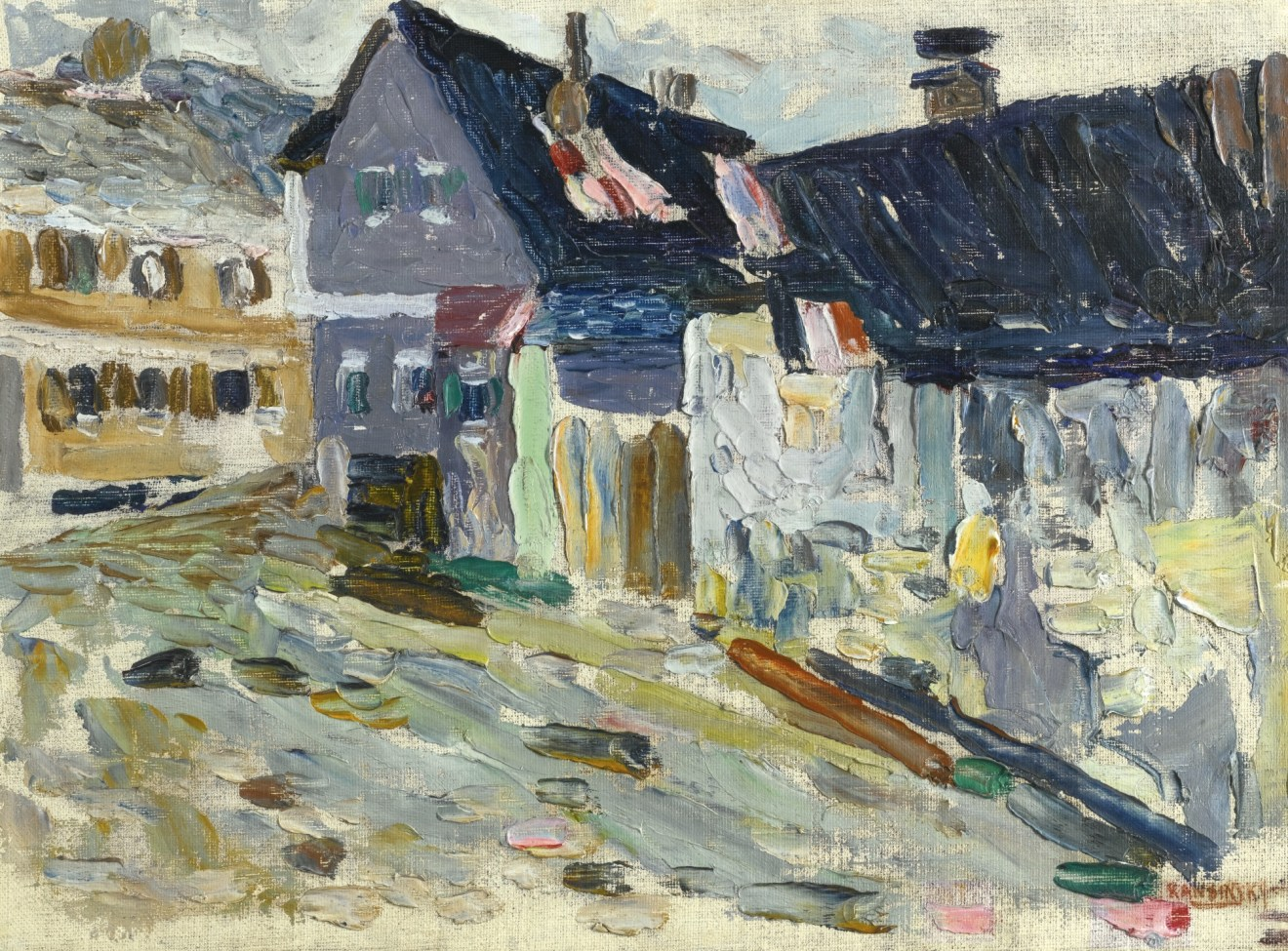
Wassily Kandinsky: Regentag in Kallmünz

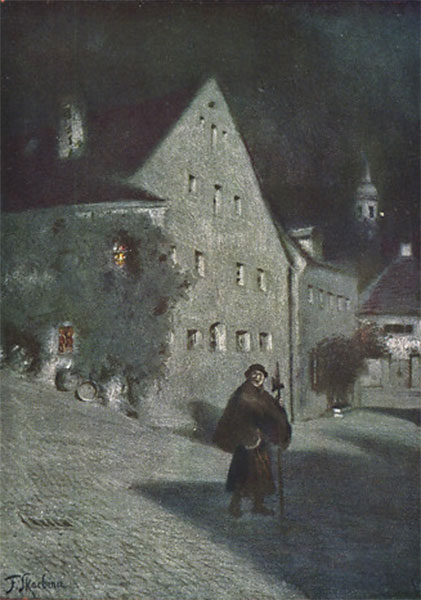
Franz Skarbina: Nachtwächter in Kallmünz

Der aus München angereiste Maler und Professor Charles Johann Palmié erkor 1901 einen neu eröffneten Gasthof in Kallmünz zu seinem Domizil während der Sommerfrische. Dem Wirtshaus gab er auch selbst den Namen „Zur Roten Amsel“, nach dem gleichnamigen von ihm in Dresden bewohnten Gebäude, dem heutigen Leonhardi-Museum. Er illustrierte seine Außenfassade mit seinen Münchner Freunden al fresco. Palmié nannte Kallmünz die „Perle des Naabtals“. Kallmünz wurde alsbald zu einem landschaftlich inspirierenden Anziehungspunkt für Maler, die sich hier in immer größerer Zahl einfanden und teilweise auch dauerhaft niederließen. Schon 1901 zählte die Künstlerkolonie 38 Maler.  Am bekanntesten wurde Kallmünz durch den mehrwöchigen Aufenthalt Wassily Kandinskys und Gabriele Münters im Sommer 1903. Kandinsky entwickelte danach einen neuen Malstil, mit dem er sich von der gegenständlichen Malerei ab- und der abstrakten Kunst der „Farbklänge“ (wie er sich ausdrückte) zuwandte.
Weniger bekannt ist, dass auch berühmte Berliner Maler Kallmünz besuchten. Genannt seien Franz Skarbina, ein Freund von Charles Palmié, der 1901 vor Ort war. Magnus Zeller, ein Schüler von Lovis Corinth, war während des dritten Reiches mehrere Male in Kallmünz. Der heute bekannteste der Berliner Maler Karl Schmidt-Rottluff war im Herbst 1936 mindestens zwei Wochen in Kallmünz.
Von 1944 bis zu seinem Tod durch einen Verkehrsunfall lebte der bedeutende spätexpressionistische Maler Josef Georg Miller in Kallmünz. Mit seiner Frau Erna geb. Feneberg übernahm er 1944 eine Töpferei. Nach dem Zweiten Weltkrieg betrieben die Künstler ein Kinderheim.
1944 siedelte sich auch der Nürnberger Maler Hermann Buschmann in Kallmünz an, er starb 1961 im Altenheim von Kallmünz.
Ab 1975 lebte und arbeitete der Maler Hans Geistreiter bis kurz vor seinem Tod in Kallmünz. Ab Herbst 1984 hatte er ein eigenes Atelier für große Arbeiten. Aus der DDR kamen die Maler Erik Mailick und Günter Schmitz mehrfach zur Arbeit nach Kallmünz.
Heute gibt es einige Galerien, die die Werke der heimischen Künstlern ebenso wie die von Gastkünstlern zeigen. Ein weiterer Künstler und Kunstförderer, der sich in der gesamten Region und vor allem in Kallmünz engagiert, ist Ludwig Bäuml, der seit 1989 in Kallmünz arbeitet. Die Künstlergruppe MOSAIK ist Heimat von rund 20 Künstlern.

### Regelmäßige Veranstaltungen

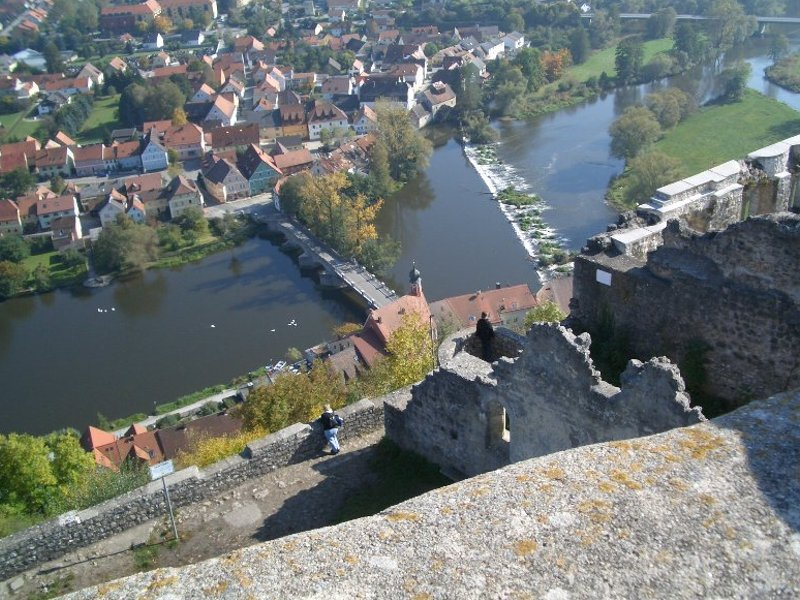
Blick von der Burg

- Oldtimertreffen (eines der größten Süddeutschlands mit rund 700 teilnehmenden Fahrzeugen aller Kategorien), jährlich, erstes Wochenende im Juni, Veranstalter: Oldtimer-Freunde Kallmünz 1995 e. V.
- dreijährliches Brückenfest im Juli (nächster Termin: 13. und 14. Juli 24, am Vorabend Konzert KellerSteff-Band), Veranstalter: Kultureck e. V.
- Kirchweih, jährlich, Ende September, Veranstalter: wechselnd
- Weihnachtsmarkt am zweiten Adventswochenende
- Backofenfest, jährlich, Fronleichnam, Veranstalter: Freiwillige Feuerwehr Kallmünz
- 1.-Mai-Fest, jährlich, Veranstalter: Heimat- und Volkstrachtenverein Kallmünz e. V.
- Kallmünzer Frühlingslauf (Mai), Triathlon (Olympiastrecke) Juni/Juli (ATSV-Kallmünz)
- im zweijährigen Abstand Kunst-Schau-Nacht April/Mai, 2011/2013 (KulturEck Kallmünz, e. V.)

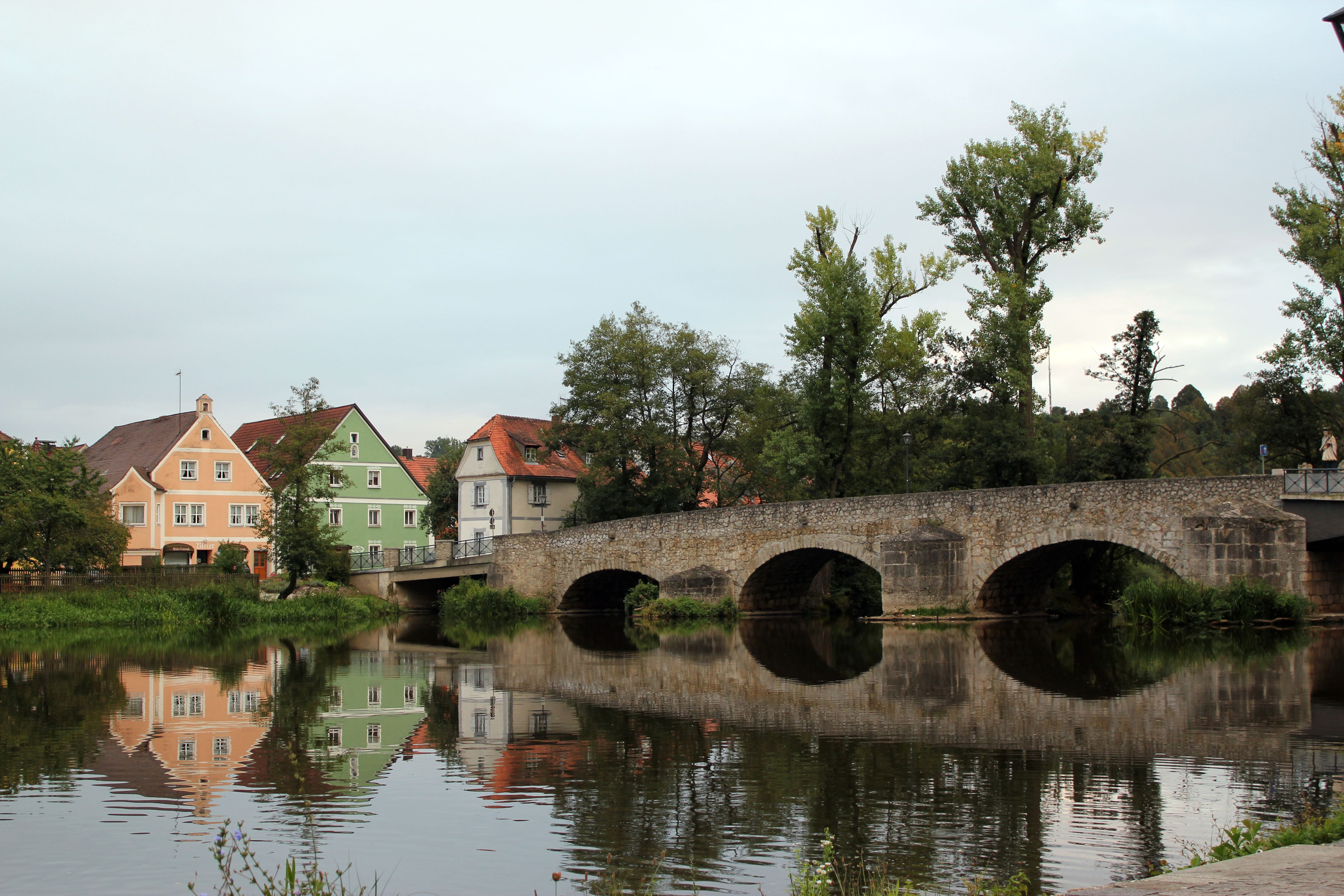
Naabbrücke in Kallmünz

### Kuriositäten

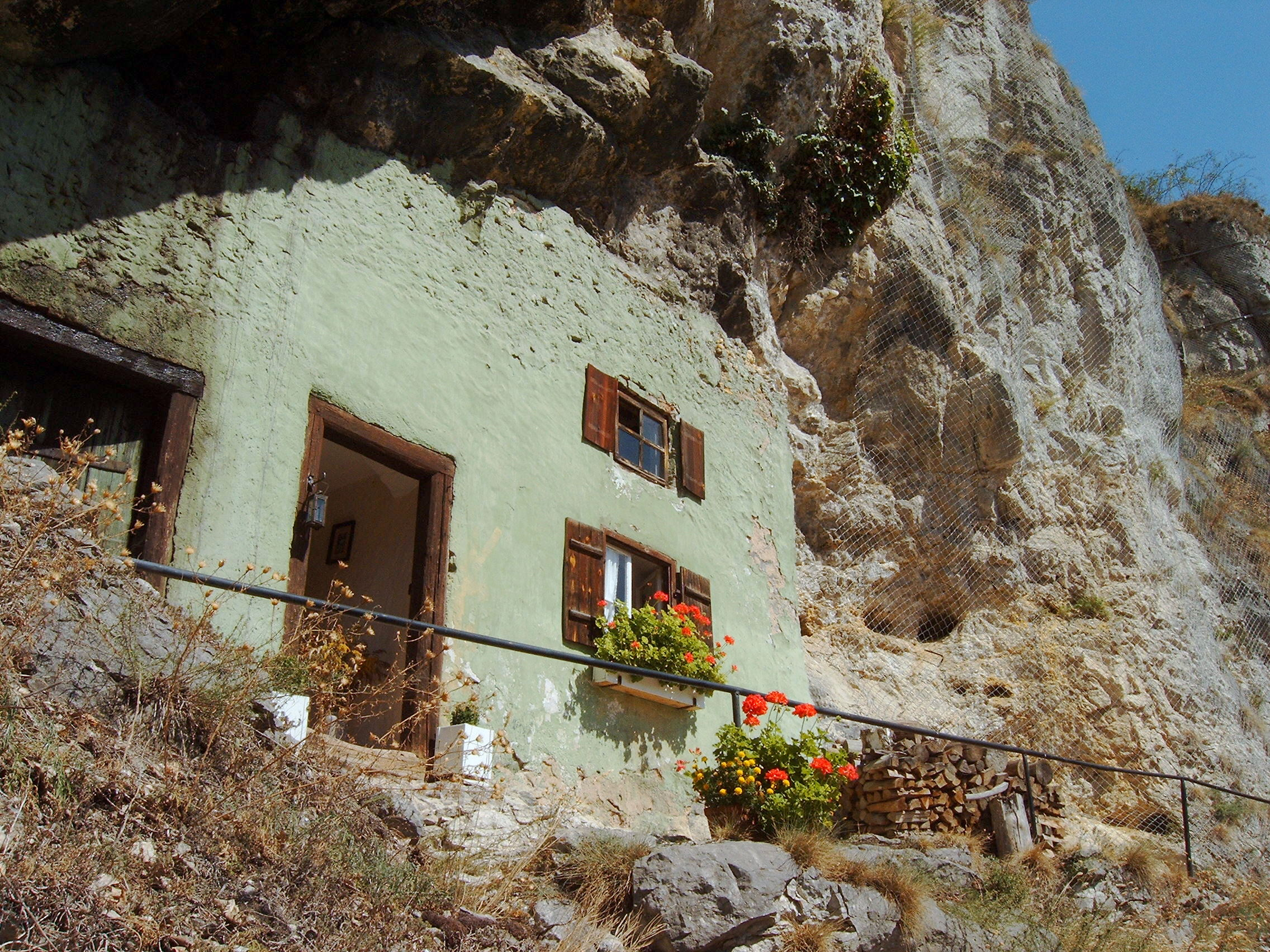
Das „Haus ohne Dach“

Jeder, der in Kallmünz das Bürgerrecht hatte, durfte auch sein eigenes Bier brauen (Zeugl-Recht).
Der bekannteste touristische Anziehungspunkt ist das „Haus ohne Dach“ in der Vilsgasse. Dies ist eine kleine Höhlenwohnung, deren Eingang mit einer Mauer mit Tür- und Fensteröffnungen verschlossen ist.
Als Kallmünzer werden auch verkieselte, sehr harte Sandsteine bezeichnet.
Domenico Quaglio war im Auftrag des bayerischen Königs Ludwig I. auf der Suche nach einem geeigneten Standort für die Befreiungshalle in Kallmünz und nahm eine Anhöhe gegenüber der Burgruine in die engere Auswahl.

## Öffentliche Einrichtungen
- Grund- und Mittelschule

## Persönlichkeiten
- Josef Schlaffer (1891–1964), Handwerker und Politiker (KPD)
- Michael Laßleben (1899–1972), Verleger und Politiker
- Hans Laßleben (1908–1941), Zeichenlehrer, Zeichner, Grafiker und Illustrator
- Johann Igl (1912–1945), Schneidergeselle und römisch-katholischer Märtyrer

## Luftbildbände
- Das Tal von Vils und Lauterach. Pustet-Verlag, Regensburg, ISBN 3-7917-1755-3 (112 Seiten).
- Die Naab – mit Waldnaab, Fichtelnaab, Haidenaab. Pustet, Regensburg, ISBN 3-7917-1915-7.